# Esquirol
|  | Per a altres significats, vegeu «Esquirol (desambiguació)». |

L'esquirol, esquirol comú, esquirol vermell comú, esquirol vermell europeu o farda (Sciurus vulgaris) és un rosegador de costums arborícoles que es troba a Europa i al nord d'Àsia. És un animal omnívor de petites dimensions, d'uns 38-45 cm de longitud incloent-hi la cua (20-30 cm del cos i 14-25 de la cua).
Els esquirols són uns autèntics acròbates. Per a un esquirol, les branques dels arbres són camins en l'aire. Les potes de l'esquirol són curtes però fortes. Amb les ungles corbes i punxegudes s'arrapa a l'escorça quan corre saltant d'un arbre a l'altre. La cua l'ajuda a mantenir l'equilibri quan camina per les branques. La bona vista li permet de calcular bé les distàncies quan salta.
Acostumen a viure en boscos caducifolis o de coníferes (entre els quals es troben els pins). A Catalunya, lloc de moltes pinedes, hi ha esquirols als quals els agrada menjar i rosegar les pinyes. A Gran Bretanya i Irlanda, la població d'esquirols ha baixat dràsticament durant els últims anys, en part a causa de la introducció de l'esquirol gris (Sciurus carolinensis) de Nord-amèrica.

## Descripció

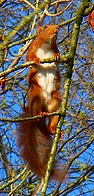
La part de la panxa acostuma a ser d'un color blanquinós.

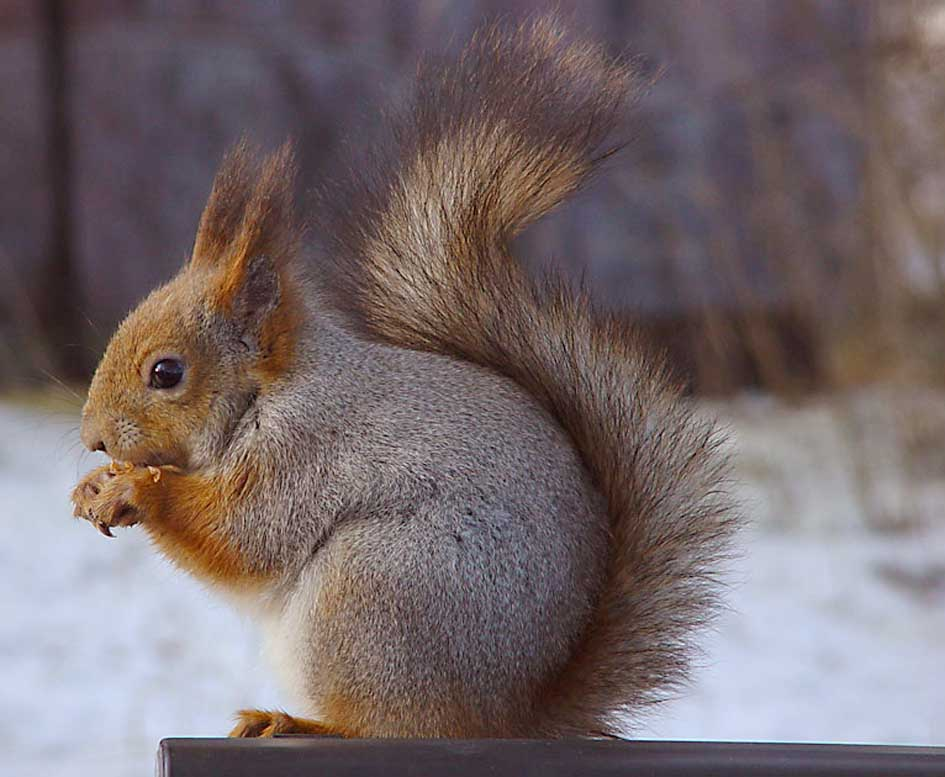
Perfil d'un esquirol

L'esquirol té una llargada mitjana de cap i cos d'entre 19 i 23 cm, una cua d'entre 15 i 20 cm i una massa d'entre 250 i 340 g. No presenta dimorfisme sexual, ja que els mascles i les femelles són iguals en mides. L'esquirol és lleugerament més petit que l'esquirol gris, que té una llargada d'entre 25 i 30 cm i pesa entre 400 i 800 g. Es creu que la cua llarga l'ajuda a mantenir l'equilibri i a guiar-lo quan salta d'arbre en arbre i quan corre. També es creu que ajuda que l'animal estigui calent mentre dorm.

## Altres esquirols
Sovint es fa servir el terme «esquirol» en sentit ampli per referir-se a altres espècies d'aspecte i forma de vida semblants, força estesos per la major part dels boscos món. Principalment es fa servir el terme per les espècies dels gèneres Sciurus i Tamiasciurus, però també per a altres esciürins.
Per distingir-lo de les altres espècies s'han proposat els noms d'esquirol vermell comú o esquirol vermell europeu per a Sciurus vulgaris, que és l'única espècie autòctona d'Europa, si bé l'esquirol gris (Sciurus carolinensis), originari de Nord-amèrica, ha estat introduït a la Gran Bretanya (350 exemplars el 1889 a Bedfordshire) i Irlanda, desplaçant de moltes zones l'esquirol vermell europeu i causant danys a la silvicultura.

## Aspectes culturals
Els esquirols tenen una connotació positiva a la cultura, ja que representen el treball i la previsió, per com busquen nous per l'hivern. Per això han aparegut en nombrosos contes infantils i sèries de dibuixos animats, com els personatges de Disney Chip i Dale, que representen esquirols llistats del gènere Tamias.
En l'antiguitat europea, en canvi, eren un animal fugisser que es veia com a encarnació del dimoni (augmentat pel color roig del seu pèl) o associat al déu Loki. En la societat industrial, un esquirol és la persona que no respecta la vaga pactada pels companys i va a treballar.

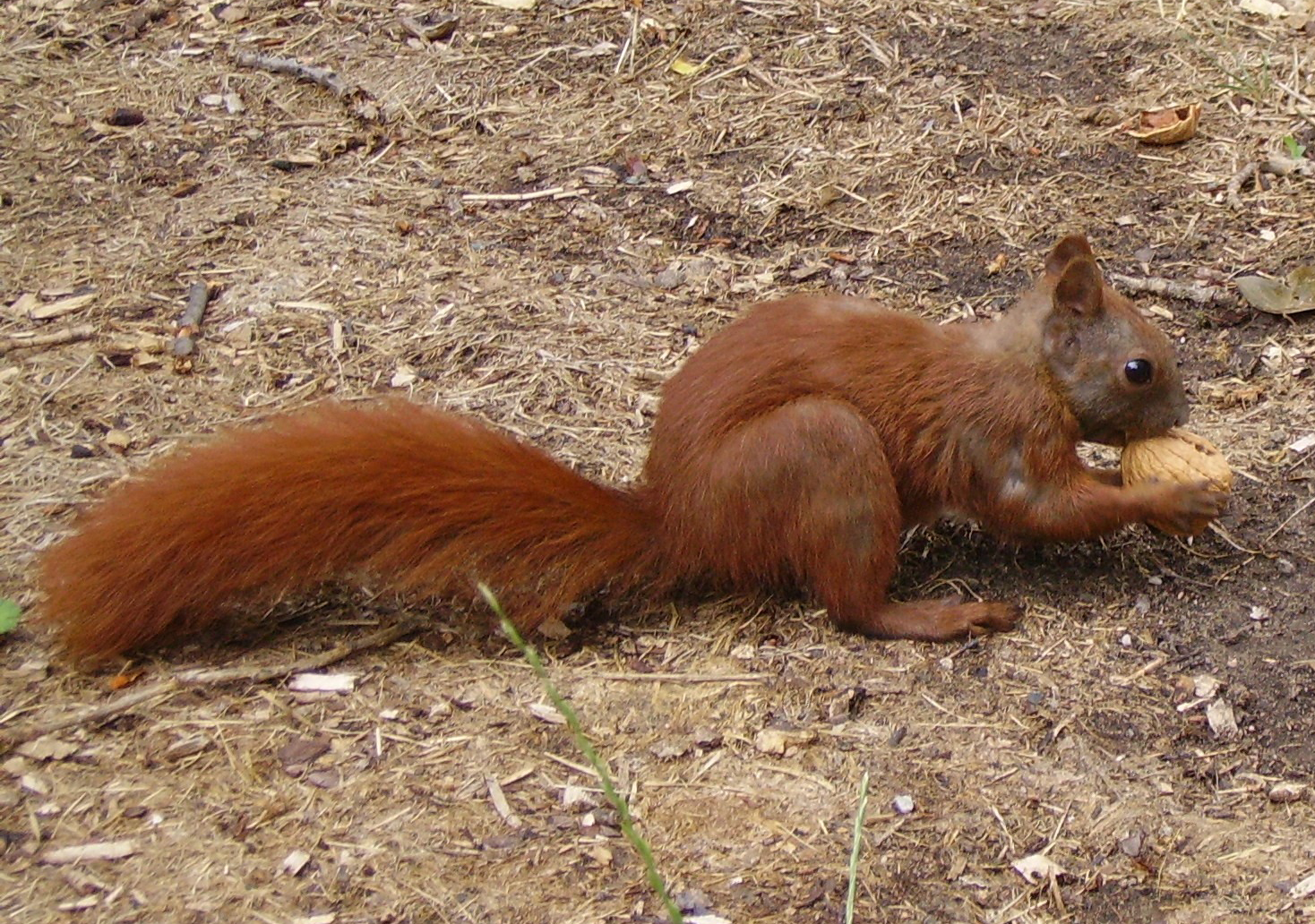
Esquirols a l'estiu
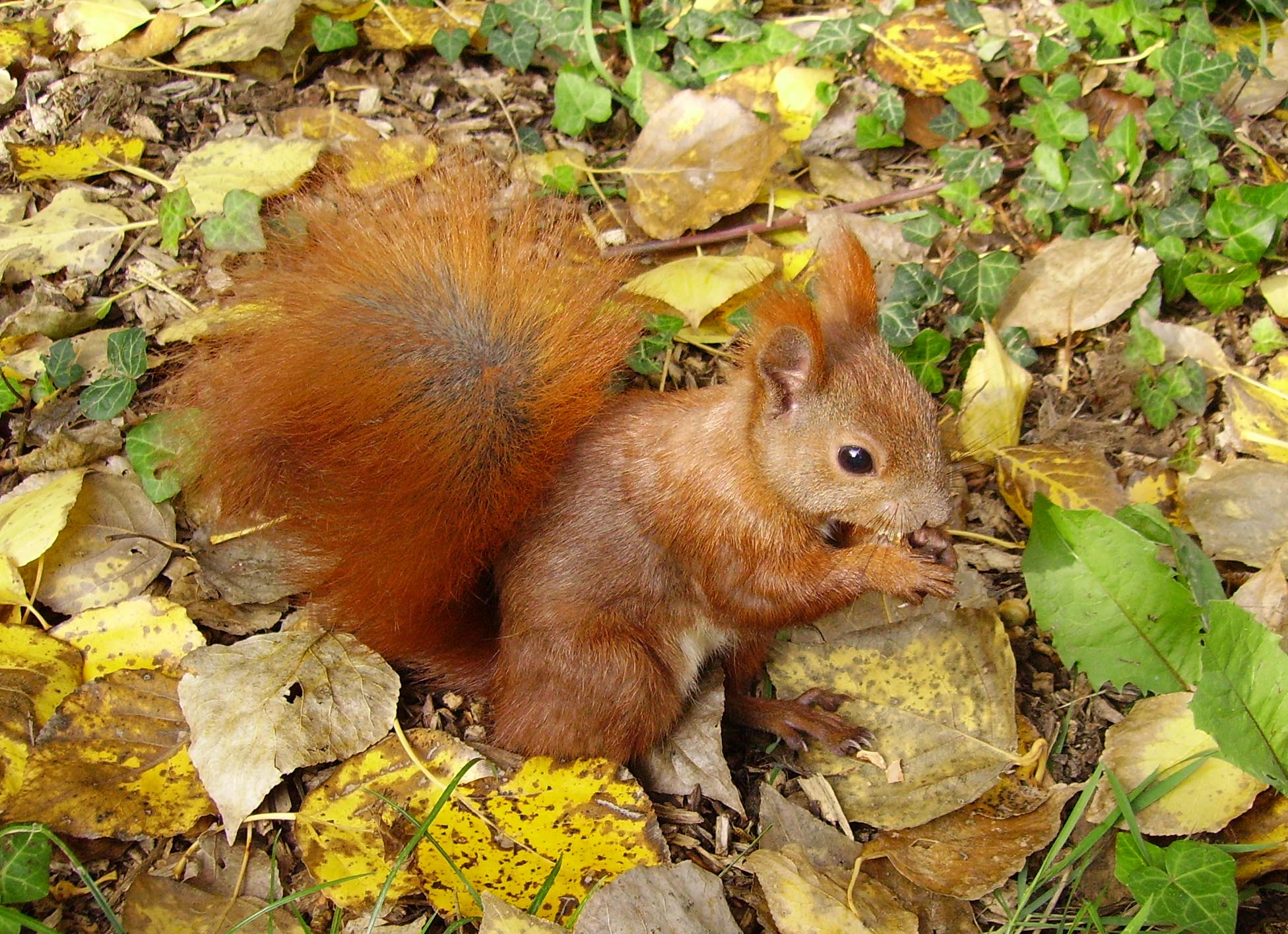
Esquirols a la tardor
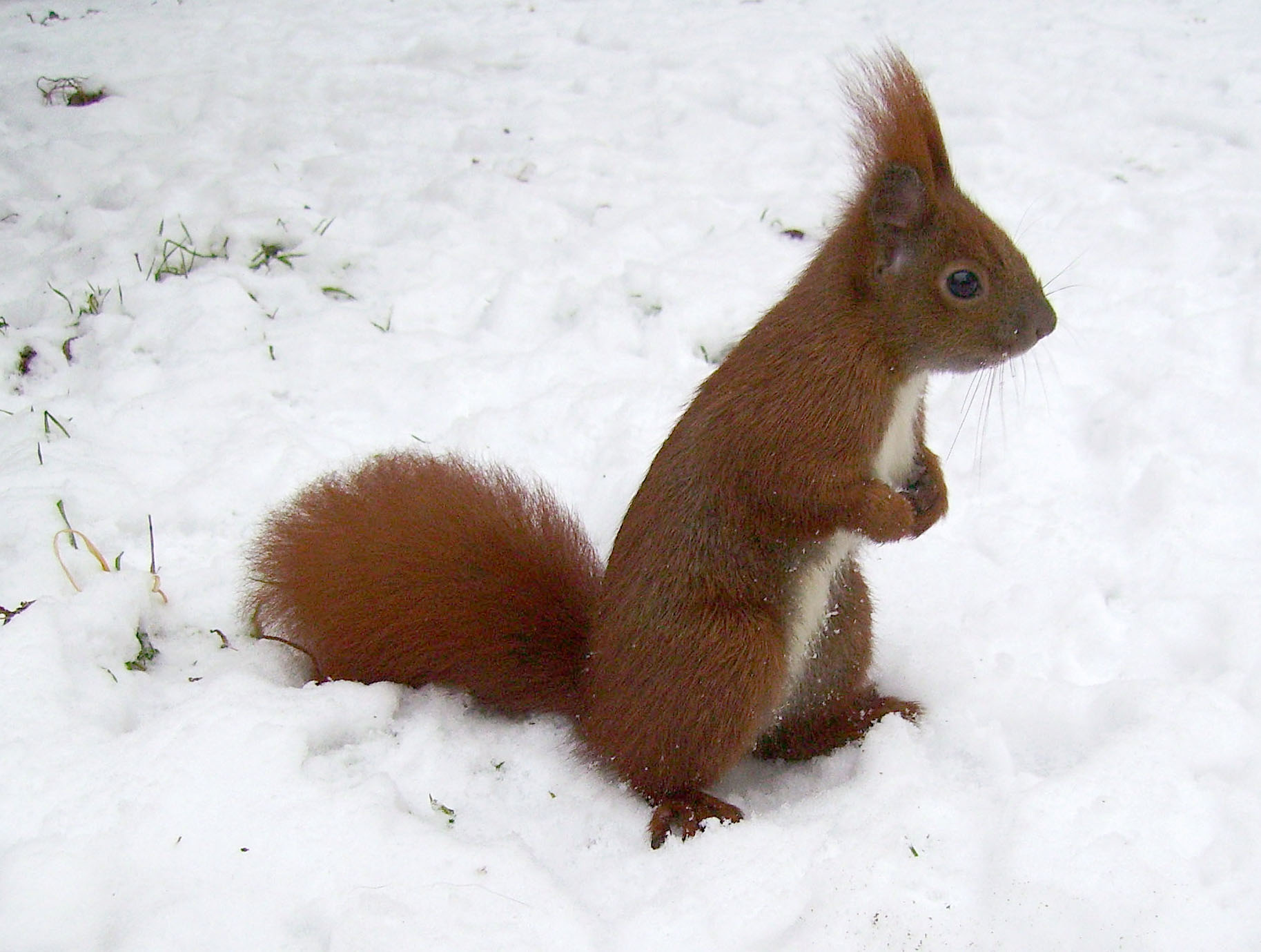
Esquirols a l'hivern